# Очень новогоднее кино, или Ночь в музее
«Очень новогоднее кино, или Ночь в музее» — мюзикл 2007 года режиссёра Романа Бутовского.
В 2008 году номинировался на премию «Телетриумф» в категории «Лучшая музыкальная передача», вышел в финал, но занял второе место.

## Сюжет
Студент-«троечник» Вася Васильков (Владимир Зеленский) на одну ночь получает от сторожа (Владимир Горянский) ключи от музея всевозможных искусств. Главное условие — все экспонаты должны вернуться на свои места к утру. Но Вася не слушается наставлений сторожа, лезет туда, куда не следует, и попадает в водоворот волшебных приключений.
Ему предстоит пережить множество испытаний: сразиться с привидениями, Кощеем Бессмертным и вампирами. На его пути встретятся соблазнительные бандитки, спящая красавица, холодная Снежная королева и непоседливая Красная Шапочка… Но Вася устоит перед их чарами и поможет Казанове и Ассоль обрести настоящую любовь.

## В ролях
- Владимир Зеленский — Вася Васильков
- Андрей Данилко — Привидение
- Инна Белоконь — Привидение
- Владимир Горянский — Смотритель
- Остап Ступка — Казанова
- Борис Моисеев — Король
- Ани Лорак — Ассоль
- Таисия Повалий — Спящая Красавица
- Ирина Билык — Снежная Королева
- Наталья Могилевская — Вампирша
- Елена Кравец — Королева
- Ольга Горбачёва — Афродита
- Василий Бондарчук — Али-Баба
- Евгений Кошевой — Нострадамус
- Серёга — Бармен
- дуэт «Барселона» — Ромео и Джульєтта
- Группа «Авиатор» — три мушкетёра
- Группа «НеАнгелы» — бандитки
- Александр Пономарёв — Дракула
- Владимир Гришко — Кащей Бессмертный
- Алина Гросу — Красная Шапочка
- Александр Пикалов — стражник

Камео:
Гайтана, Кузьма Скрябин, Александр Малинин, Игорь Николаев, Николай Басков, Валерий Меладзе, Лайма Вайкуле, Лолита Милявская, дуэт Настя и Потап.
В эпизодах:
Наталья Сумская, Анна Безлюдная, Руслан Сеничкин, Савик Шустер, Степан Казанин, Виталий Кличко и другие.

## Песни
- «Этот танец» — Наталья Могилевская
- «Dancing Lasha Tumbai» — Верка Сердючка
- «Особенный день» — Игорь Николаев
- «Разгуляй» — Потап и Настя
- «Параллельные» — Валерий Меладзе
- «Мечты» — Лолита
- «Тебя одной» — Николай Басков
- «Пусть Вам повезёт в любви» — Таисия Повалий
- «Две минуты» — Лайма Вайкуле
- «Девочка-звезда» — Гайтана
- «Короли и шуты» — Борис Моисеев
- «Зеркала» — Ирина Билык
- «В лесу родилась ёлочка» — Авиатор, Алина Гросу, дуэт «Барселона», Василий Бондарчук, Ольга Горбачёва, НеАнгелы
- «Ноченькой темной» — Александр Пономарёв
- «Kiss please» — Верка Сердючка
- «Семь ветров» — Ани Лорак